# Mequinenza

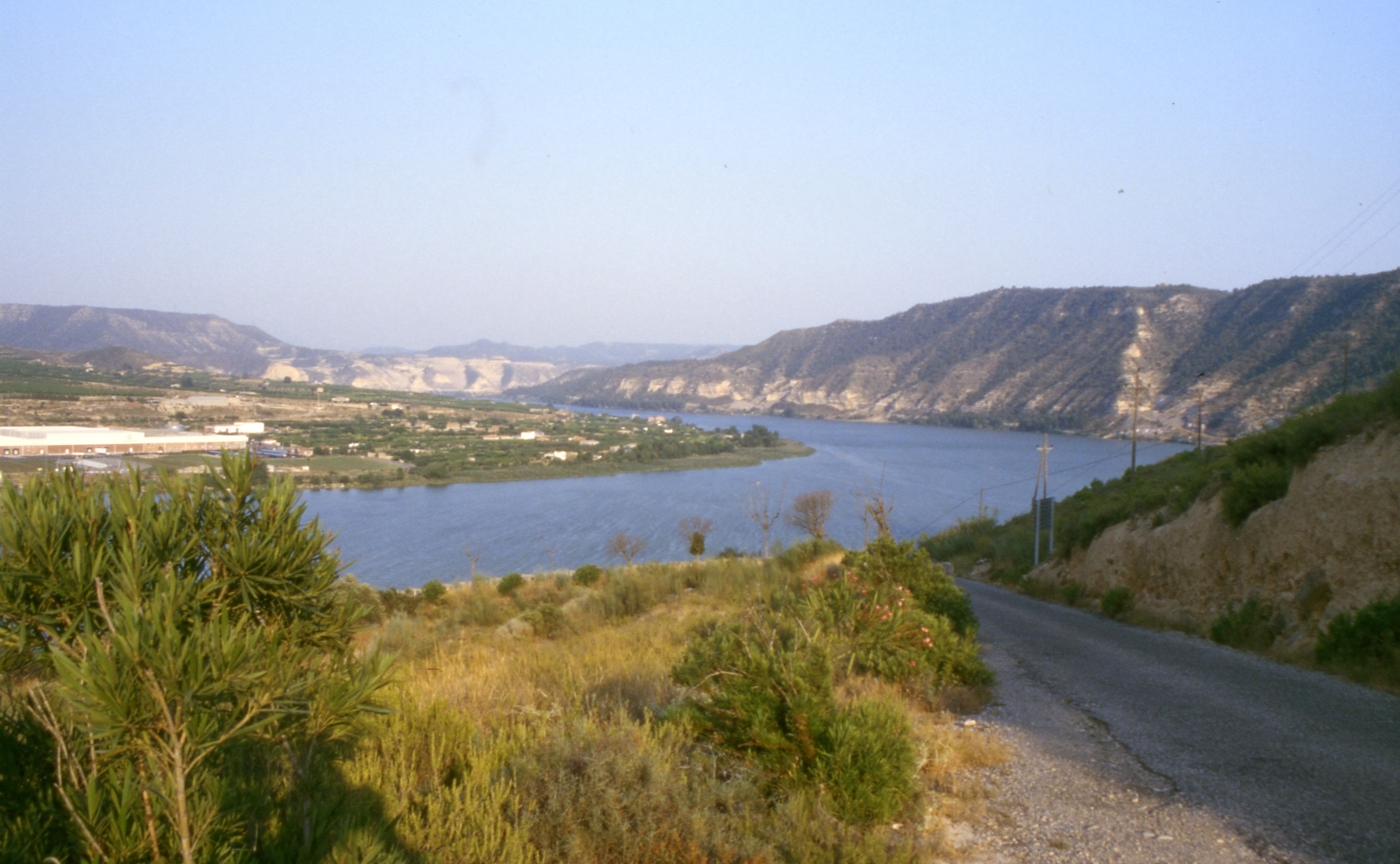
Der Ebro bei Mequinenza

Mequinenza (katalanisch: Mequinensa) ist eine spanische Gemeinde in der Comarca Bajo Cinca. Sie gehört als einzige Gemeinde dieser Comarca nicht zur Provinz Huesca, sondern zur Provinz Saragossa. Die im äußersten Osten der Provinz am Zusammenfluss der Flüsse Ebro und Segre gelegene Gemeinde hatte 2.232 Einwohner (Stand: 2024).

## Geschichte
Im Gemeindegebiet finden sich mehrere archäologische Stätten. In der Römerzeit stand hier das alte Octogesa, das beim Niedergang des römischen Reichs von den Goten erobert wurde, gegen 714 aber an den Berberstamm der Miknasa kam, von dem sich der Ortsname ableitet. In der Berberzeit wurde auch die Burg errichtet. In der Reconquista fand ein erster, aber auf Dauer nicht erfolgreicher Eroberungsversuch durch König Alfonso el Batallador im Jahr 1133 statt. 1149 kam Mequinenza endgültig an Aragonien. Im Mittelalter stand der Ort unter der Herrschaft der Montcada, die eine neue Burg auf der Höhe errichten ließen. 1348 wurde Mequinenza von der Pest heimgesucht. In der Zeit Napoleons eroberte General Louis Gabriel Suchet 1810 den Ort, der auf dem Arc de Triomphe in Paris genannt wird. Im Spanischen Bürgerkrieg kam es in der zweiten Jahreshälfte 1938 zu Kämpfen während der Schlacht am Ebro, bei denen die Brücke zerstört wurde. 1957 kam Mequinenza vom Bistum Lleida zum Bistum Saragossa. Seit 1957 wurde der Stausee Embalse de Mequinenza errichtet und beim Bau der Staumauer wurde der alte Ort („Poble Vell“) abgebrochen. Der neue Ort wurde auf regelmäßigem Grundriss am rechten Ufer des Segre errichtet.

## Sprache
Die in der Franja de Aragón gelegene Gemeinde ist zweisprachig. Die ursprüngliche Sprache ist das Katalanische.

## Wirtschaft
Die Wirtschaft Mequinenzas beruht auf Gewerbe, niedergehendem Bergbau (Braunkohle), Textilindustrie; Viehzucht (Schweine und Geflügel), Mandel-, Oliven-, Obst- (Kirschen und Pfirsiche) und Getreideanbau sowie Tourismus (Sportfischerei; Wassersport in der Embalse de Mequinenza und der Pantà de Riba-roja).

## Persönlichkeiten
Aus Mequinenza stammen der Schriftsteller Jesús Moncada (1941–2005), der seinen Heimatort durch sein Buch Die versinkende Stadt (dt.: Frankfurt 2001) bekannt machte, der Fußballtrainer Raul Agné, der Historiker Edmon Vallés, die Maler Miguel Ibarz und Santiago Estruga sowie die Komponisten Josep Ferrer i Beltran und José Soler Casabón.

## Bevölkerungsentwicklung
| 1842 | 1877 | 1887 | 1897 | 1900 | 1910 | 1920 | 1930 | 1940 | 1950 | 1960 | 1970 | 1981 | 1991 | 2001 | 2008 |
| 1370 | 2587 | 2587 | 2678 | 2842 | 3427 | 4228 | 3296 | 3566 | 3754 | 5784 | 3026 | 2663 | 2757 | 2486 | 2500 |

## Sehenswürdigkeiten
- Castillo de Mequinenza in beherrschender Berglage mit sieben Türmen.

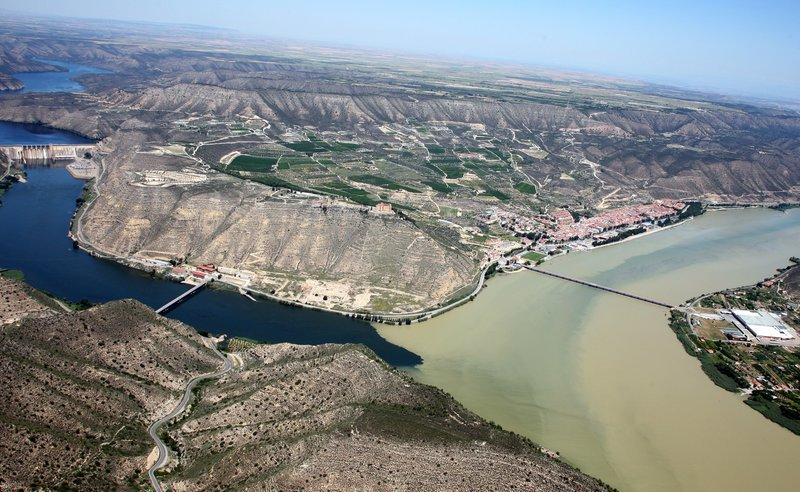
Museen von Mequinenza.
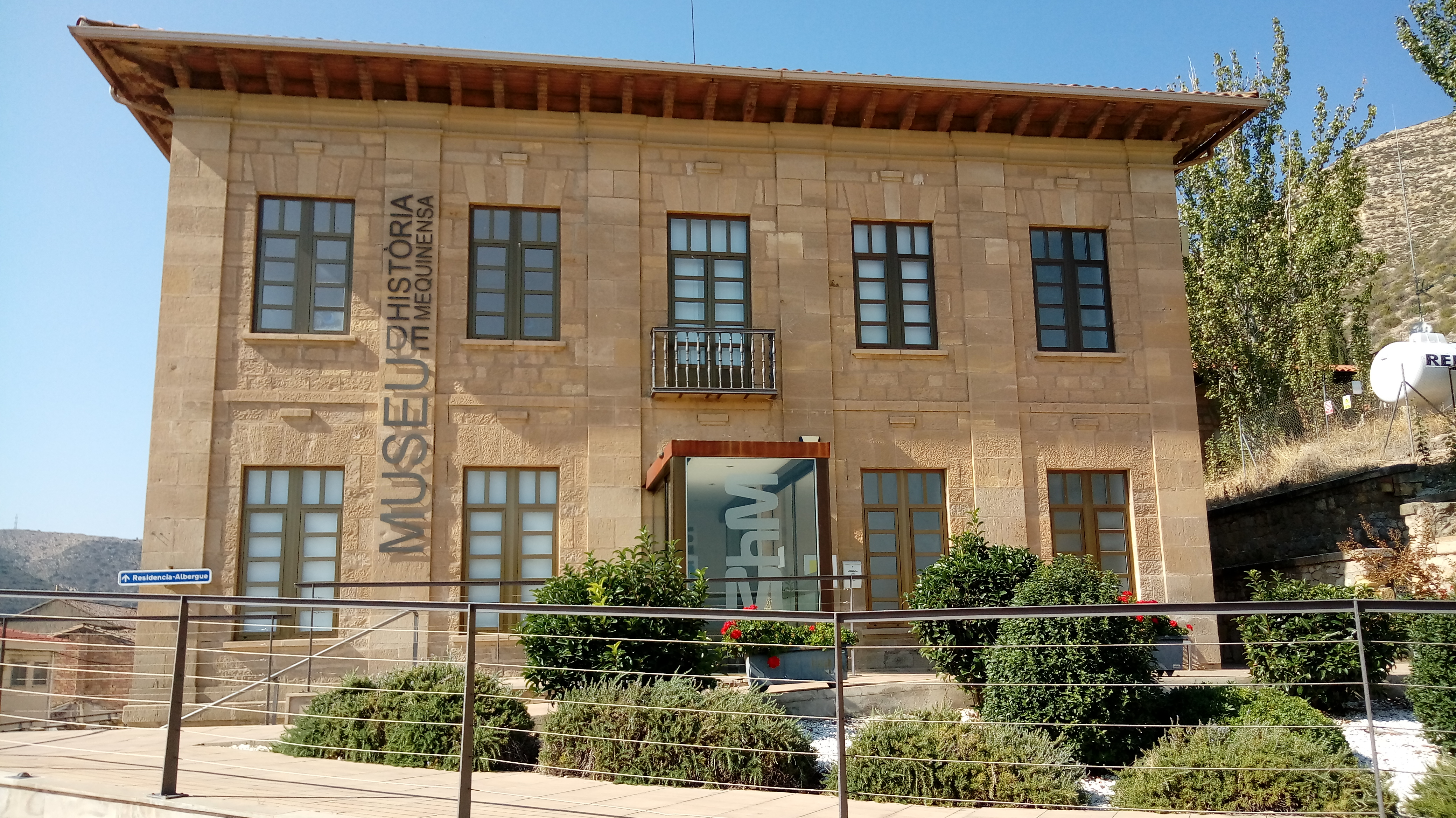
Altstadt von Mequinenza.
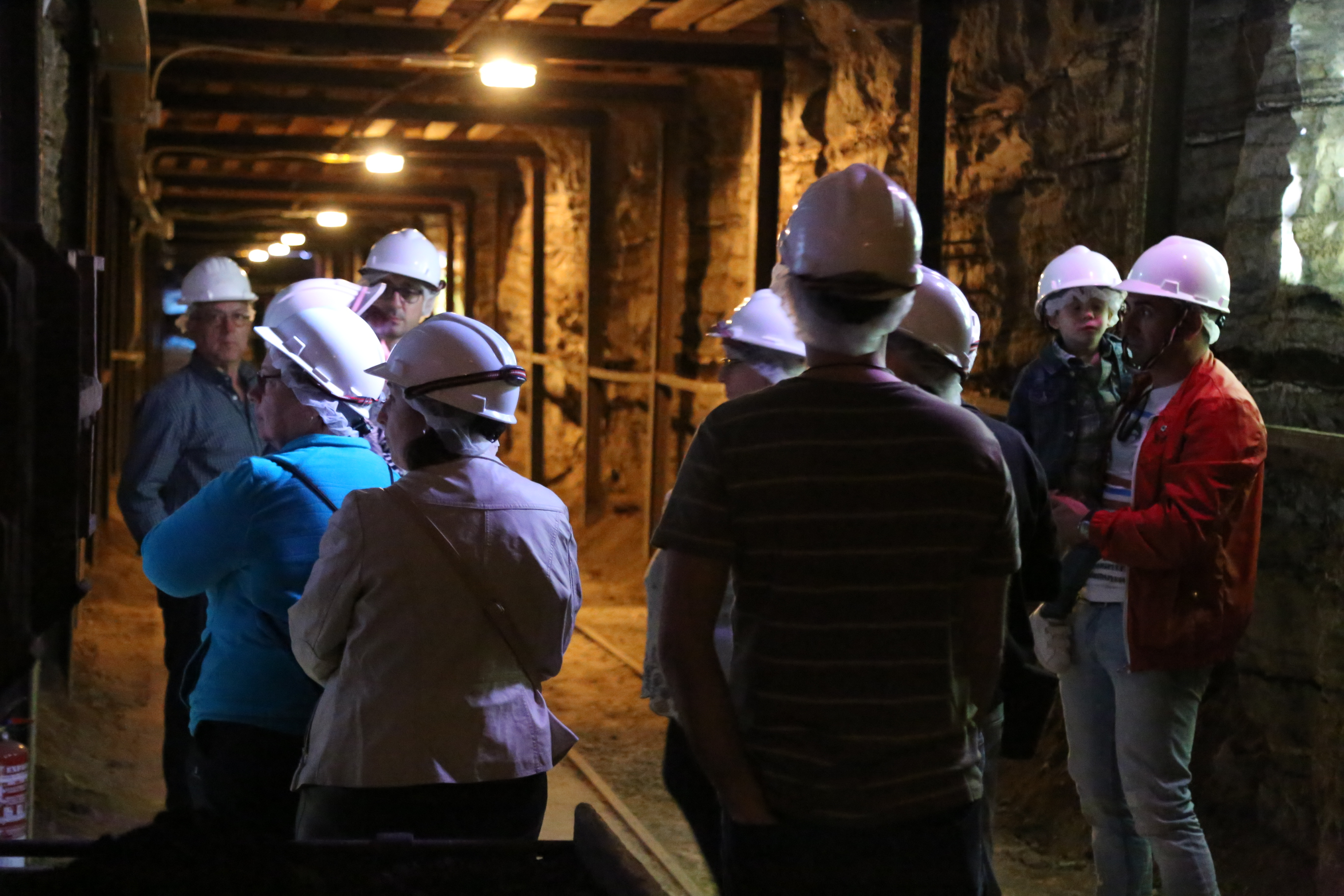
Aiguabarreig von Mequinenza.
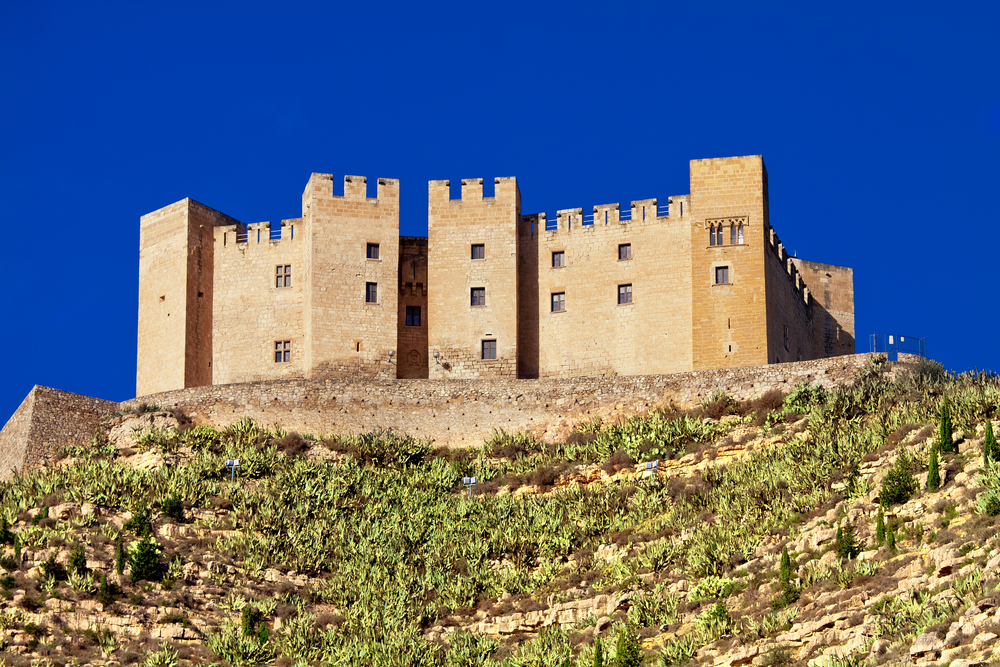
Burg von Mequinenza.
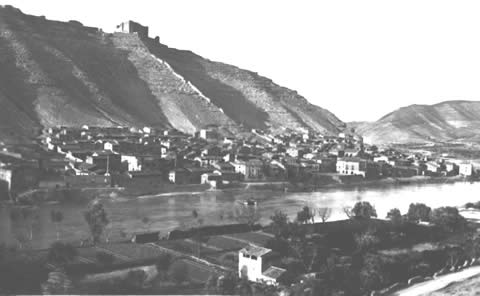
Altstadt von Mequinenza.
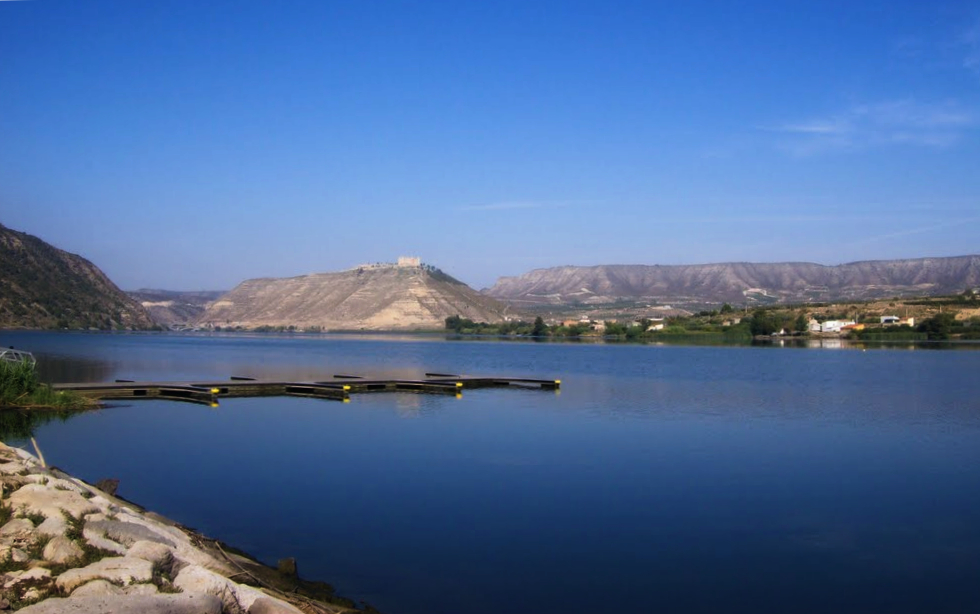
Aragons Meer.
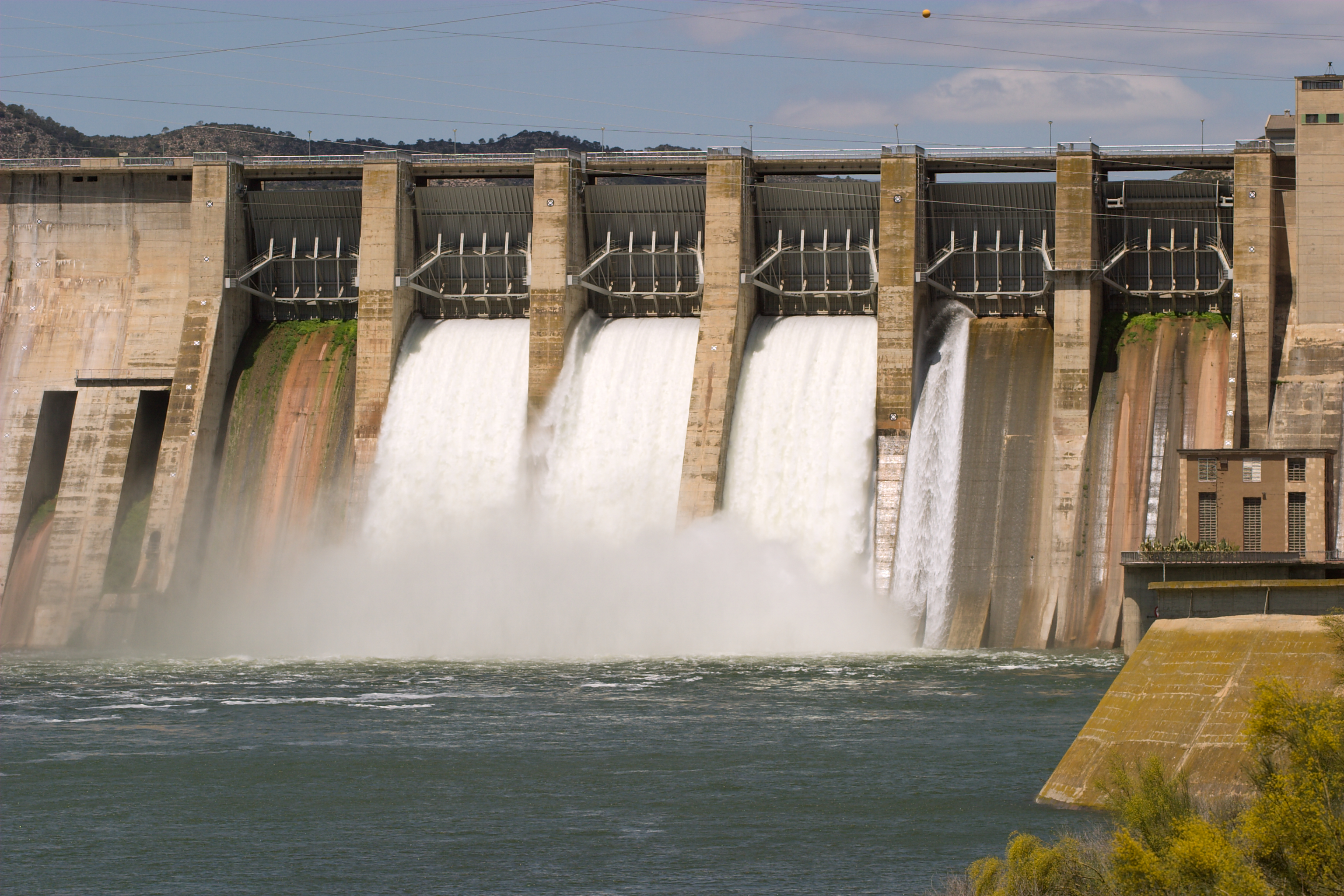
Mequinenza damm.

- Aiguabarreig von Mequinenza.
- Museen von Mequinenza.
- Museen von Mequinenza.
- Burg von Mequinenza.
- Altstadt von Mequinenza.
- Aragons Meer.
- Mequinenza damm.

## Städtepartnerschaft
- Bressuire in Frankreich